# Le Marchand de couleurs
Le Marchand de couleurs dit le pileur de couleurs est un tableau réalisé fin 1890 - début 1891 par le peintre français Jean-Léon Gérôme. Cette peinture à l'huile sur toile, de format vertical de 65 × 54,5 cm, représente une échoppe de pigment au Caire. Elle fait partie d’un collection particulière en prêt au Musée des Beaux-Arts de Boston. 

## Historique
La toile est vendue par l’intermédiaire de Goupil & Cie à Crist Delmonico en 1891. Il cède le tableau à Edward O. Wolcott l’année suivante. La toile passe aux mains d’un William H Dunham entre 1927 et 1941 qui laisse l’œuvre en héritage au propriétaire actuel. 
Il nous est parvenu une lettre de Gérôme du 12 juillet 1891 qui répond au propriétaire du tableau « Cet ouvrage a été fait l’hiver dernier. C’est l’un de ces magasins assez nombreux au Caire, où l’on broie des couleurs de toutes espèces dans des mortiers creusés dans des morceaux de colonnes de granit. Naturellement cette poussières se dépose sur les parois du mortier et donne l’aspect que j’ai tâché de rendre avec ses colorations vives et divers. J’ai fait cet ouvrage avec beaucoup de soin d’après une étude exécutée sur nature et j’espère avoir réussi à rendre l’impression que j’avais ressentie. ».
Le tableau met en valeur un métier disparu en Occident au profit des tubes de peinture industriels. 

## Description

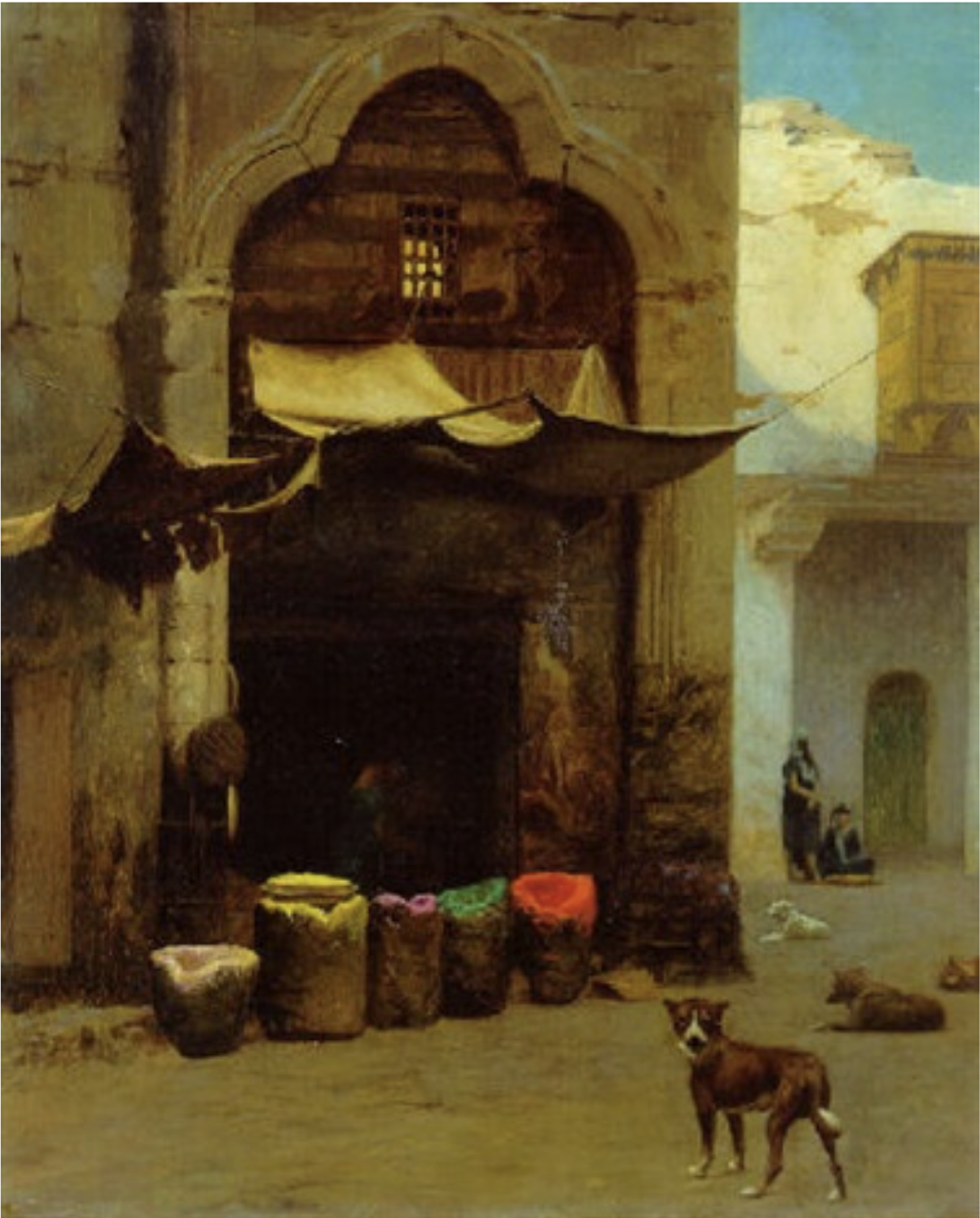
Esquisse.

Cette scène de rue représente une boutique délabrée avec une rangée de cinq morceaux de colonnes de granit dont on aperçoit à son sommet un creux dont les parois sont couverts de couleurs vives. De gauche à droite : rose, jaune, rouge, vert et orange.
Un jeune homme (sans ombre) se tient sur le côté de la boutique avec un grand pilon qu’il utilise pour broyer des pigments dans la colonne de couleur rose d’ou on voit sortir de la poussière. Deux autres hommes sont dans la boutique.  
Au premier plan du tableau se trouve un chien errant couché sur le sol. En arrière-plan se trouve une échoppe de tissus dont le vendeur s’entretient avec deux femmes voilées. La devanture du magasin est surmontée d’un store en toile dont une partie est en lambeaux.  
Il existe une esquisse de 46 par 38 cm qui est dans une collection particulière. 
La signature de l’artiste se trouve en bas à gauche sur le mur en renfoncement de la boutique.